# 695 Bella
695 Bella је астероид главног астероидног појаса. Приближан пречник астероида је 48,18 ,
а средња удаљеност астероида од Сунца износи 2,539 астрономских јединица (АЈ).
Инклинација (нагиб) орбите у односу на раван еклиптике је 13,854 степени, а орбитални период износи 1478,058 дана (4,046 године). Ексцентрицитет орбите астероида износи 0,160.
Апсолутна магнитуда астероида износи 9,30 а геометријски албедо 0,145.
Астероид је откривен 7. новембра 1909. године.